# Schizocarphus
Schizocarphus is een geslacht uit de aspergefamilie. De soort komt voor tussen Tanzania en Zuid-Afrika. Het geslacht telt slechts een soort: Schizocarphus nervosus.